# Anepholcia talboti
Anepholcia talboti är en fjärilsart som beskrevs av Louis Beethoven Prout och Talbot 1924. Anepholcia talboti ingår i släktet Anepholcia och familjen Pantheidae. Inga underarter finns listade i Catalogue of Life.